# Гаммер, Ефим Аронович
Ефим Аронович Гаммер — израильский прозаик, поэт, журналист, художник.
Член Союзов писателей, журналистов, художников Израиля и международных союзов журналистов и художников ЮНЕСКО.

## Биография
Родился 16 апреля 1945 в Чкалове, на Урале. Жил в Риге. Окончил Латвийский госуниверситет, отделение журналистики.
Работал в газетах «Латвийский моряк», Рига, Латвия; «Ленские зори», Киренск, Восточная Сибирь, Россия.
В Израиле с 1978 года. Работает на радио «Голос Израиля» — «РЭКА», шеф-редактор и ведущий авторского литературного радиожурнала «Вечерний калейдоскоп». 
 Является членом редколлегии журнала Приокские зори. В 2003-м стал лауреатом Российского литературно-журналистского конкурса, учрежденного к 300-летию Санкт-Петербурга; 2005 год — включен в лонг-лист литературной премии имени Ивана Бунина; лауреат Российской литературной премии «Золотое перо Руси» в номинации «Проза»; 2007 год - лауреат международной премии "Добрая лира", учрежденной в Санкт-Петербурге, в номинации "Художественная литература - крупные формы"; 2008 год - лауреат Бунинской премии, награждён серебряной медалью. 
Обладатель восьми Гран-При, и десяти медалей международных выставок во Франции, организованных международным центром искусств «Артс-Интер» — Ницца, Арль, Лион, Дижон, Виши, лауреат международных конкурсов художников в США, Европе, Австралии.
Участник международных конкурсов-выставок карикатуры в Габрово, Хайфе, Загребе и других городах мира.
Автор многих книг стихов и прозы. Публикации в израильских, французских, американских, российских литературных журналах, альманахах, сборниках: «Литературный Иерусалим», «День и ночь», «Побережье», «Настоящее время», «Новый журнал», «Встречи», «Стрелец», «Слово\Word», «Урал», «Север», «LiteraruS», «Дальний Восток»,  «120 поэтов русскоязычного Израиля», «Алия», «Бабий яр», «Алеф», «Лехаим», «Семь сорок», «Чаян», «Литературный Иерусалим улыбается», «Год поэзии Израиль 2006»; в интернете в международных сетевых изданиях России, Израиля, США, Бельгии, Украины: «Сетевая Словесность», «Топос», «Военная литература — Милитера», «Артикль», «Мы здесь», «Детки-74», «Еврейский мир», «День», «Еврейский обозреватель».  В переводе на французский язык в журнале «Русская литература», выходящем в Париже.
В 1998 году, после 18-летнего перерыва Ефим Гаммер, бывший победитель первенств Латвии, Прибалтики, Израиля по боксу, в возрасте 53 лет вернулся на израильский ринг и по данным на 2008 год — бессменный чемпион Иерусалима.

## Список книг
- «В прицеле — свастика», документальная повесть. Латвия, Рига: издательство «Лиесма», 1974.
- «Там, за горизонтом», документальная повесть. Латвия, Рига: издательство «Лиесма», 1976.
- «Магремор», книга стихов и поэм. Иерусалим, 1981.
- «Круговерть комаров над стоячим болотом», сборник повестей. Иерусалим, 1982.
- «Тон», стихография. Иерусалим, 1986.
- «Русский батальон», роман, рассказы. Иерусалим: издательство «Миры», 1999.
- «Зона забвения», комедия конца века. Иерусалим - Москва: издательство Э.РА, 1999.
- «Венок Диаспоры», стихография. Иерусалим — Реховот: издательство АШ, 2003.
- «Засланцы, или Тайна последнего скада». Сатирический роман. Иерусалим - Москва:  издательство Э.РА, 2005.
- «Танцы на перевёрнутой пирамиде». Проза ассоциаций. Иерусалим - Москва: издательство Э.РА, 2006
- «Один - на все четыре родины». Проза ассоциаций. Иерусалим - Москва: издательство Э.РА, 2007
- «Осуждённый на жизнь». Проза ассоциаций. Триптих. Иерусалим - Москва: издательство Э.РА, 2008
- «Меж потерянных колен». Ироническая проза. Иерусалим - Москва: издательство Э.РА, 2009
- «Я прошёл - не пропал». Проза ассоциаций. Роман и повести. Иерусалим - Москва: издательство Э.РА, 2010
- «Тунгуска». Проза ассоциаций. Роман, повести, рассказы. Иерусалим - Москва: издательство Э.РА, 2011
- «Замковый камень Иерусалима». Стихи, поэмы. Таганрог: издательство «Нюанс», 2013
- «Вкусный сон». Стихи для детей. Иерусалим - Москва: издательство Э.РА, 2014
- «Принцесса Сахарного королевства». Волшебные повести для семейного чтения. Иерусалим - Москва: издательство Э.РА, 2014
- «Эмигранты зыбучего времени». Роман. Пятигорск: издательство «Бёркхаус», 2015
- «Стечение космических секунд». Стихи, поэмы. Пятигорск: издательство «Бёркхаус», 2016
- «Приемные дети войны». Роман, повесть «В прицеле - свастика». Москва: издательство «Вече», 2017
- «Иерусалимские фантазии». Живопись, графика. Пятигорск: издательство «Бёркхаус», 2017
- «Кот с человечьей мордой». Рассказы. Пятигорск: издательство «Бёркхаус», 2017
- «Знак Христофора Колумба». Роман в повестях. Пятигорск: издательство «Бёркхаус», 2017
- «Спаситель человечества». Повесть для детей. Пятигорск: издательство «Бёркхаус», 2017
- «Хронпас». Роман в повестях. Пятигорск: издательство «Бёркхаус», 2018
- «Загон отлученных». Сатирический роман. Пятигорск: издательство «Бёркхаус», 2018
- «Миссия мессии». Роман-антиутопия. Иерусалим: издательство «Млечный путь», 2020

Гаммер Ефим (google)

## Цитаты
Ефим Гаммер. Я прошел — не пропал. Проза ассоциаций. Роман и повести. Иерусалим — М., «Издательское содружество Э.РА», 2010, 406 стр., 100 экз.
Ефим Гаммер. Меж потерянных колен. Ироническая проза. Иерусалим — М., «Издательское содружество А. Богатых и Э. Ракитской (Э.РА)», 2009, 384 стр., 100 экз.
Изданные в едином оформлении книги составили двухтомник избранной прозы писателя (а также — радиожурналиста, художника, спортсмена), творческую свою деятельность начинавшего в Риге и продолжившего в Израиле, куда он переехал в 1978 году. Романы и повести написаны на материале русско-советской и современной израильской жизни. Излюбленный жанр Гаммера, «повесть ассоциаций», — это «модификация лирической прозы: фрагментарно построенный текст, в котором внешние события — автобиография, история семьи автора — и внутренний мир лирического героя сложно, но естественно переплетаются, выявляя причинно-следственные связи, действующие по невычислимой, но явно ощутимой логике» (А. Кузнецова).
Сергей Костырко в журнале "Новый Мир", №10, 2010